# Ясна Поляна (Мелітопольський район)
Ясна Поля́на — село в Україні, у Веселівській селищній громаді Мелітопольського району Запорізької області. Населення становить 210 осіб.

## Географія
Село Ясна Поляна розташоване за 135 км від обласного центру та 62 км від районного центру. Найближче сусіднє село  Менчикури (за 1,5 км). Через село пролягає автошлях територіального значення  Т 0805.
У селі є вулиці: Молодіжна, Польова та Сонячна.

## Історія
Село засноване до 1932 року, точна дата достеменно не встановлена.
У 1962—1965 роках належало до Михайлівського району Запорізької області, відтак у складі Веселівського району.
12 червня 2020 року, відповідно до розпорядження Кабінету Міністрів України № 713-р «Про визначення адміністративних центрів та затвердження територій територіальних громад Запорізької області», село увійшло до складу Веселівської селищної громади.
19 липня 2020 року, в результаті адміністративно-територіальної реформи та ліквідації Веселівського району увійшло до складу Мелітопольського району.
22 червня 2023 року рішенням Національної комісії зі стандартів державної мови віднесено до списку населених пунктів, які «можуть не відповідати лексичним нормам української мови», зокрема стосуватися «російської імперської чи колоніальної політики». Громаді рекомендовано обґрунтувати доцільність збереження поточної назви або запропонувати нову назву в установленому законодавством порядку.

## Населення
За переписом населення України 2001 року в селі мешкало 207 осіб.
Станом на 2001 рік українці становили 61,43 %, росіяни 24,29 %, а вірмени 13,81 %, таким чином, село входить у двадцятку населених пунктів України, де найвищий відсоток вірменомовного населення (перше місце у селища Нагірне — 28,6, друге у с. Нова Зоря — 27,9).

### Мова
Розподіл населення за рідною мовою за даними перепису 2001 року:
| Мова       | Відсоток |
| ---------- | -------- |
| українська | 61,43 %  |
| російська  | 24,29 %  |
| вірменська | 13,81 %  |
| інші       | 0,47 %   |